# Vjerujem u anđele (2009.)
Vjerujem u anđele hrvatski je dugometražni film redatelja i scenarista Nikše Sviličića iz 2009. godine nastao u koprodukciji Hrvatske radiotelevizije te produkcijskih kuća Proactiva i Master Film (kojima je to ujedno i jedino filmsko ostvarenje). Premijeru u hrvatskim kinima je imao 1. siječnja 2009., a na Pulskom filmskom festivalu te iste godine osvojio je nagradu publike. Sudjelovao je i na brojnim međunarodnim filmskim festivalima u Egiptu, Bugarskoj, Srbiji i Španjolskoj. 

## Radnja
Šime je poštar u malom otočkom mjestu te je jedan od najomiljenijih ljudi u gradu, posebice zahvaljujući svojoj gotovo proročanskoj inteligenciji, koja kod mještana izaziva kolektivno divljenje. Međutim, ono što Šime nikome ne govori je kako sve svoje znanje crpi iz čitanja njihovih pisama, čije kopije on čuva u svome tajnom arhivu. Jednoga dana, na otok dođe prekrasna i zagonetna Dea, koja zarobi srce svakom muškarcu u gradu, što ne zaobiđe i Šimu, kroz čije trikove i varke ona brzo uspije prozrijeti. 

## Glumačka postava
- Vedran Mlikota – Šime
- Dolores Lambaša – Dea
- Aljoša Vučković – načelnik
- Marija Kohn – Slijepa Petra
- Mile Kekin – Štef
- Damir Mihanović – Cubi
- Nives Ivanković – Kontesa Lilly
- Filip Radoš – don Ivo
- Bruna Bebić-Tudor – časna sestra Ana
- Lenko Blažević – Ćotavi Mate
- Vesna Roki – Ivka
- Zorka Zubčić – Mirka
- Frano Lasić – Tino
- Josip Zovko – Roko
- Lina Blažević – teta Anka